# 1939 ve filmu

## České filmy
- Cesta do hlubin študákovy duše (režie: Martin Frič)
- Dědečkem proti své vůli (režie: Vladimír Slavínský)
- Dívka v modrém (režie: Otakar Vávra)
- Eva tropí hlouposti (režie: Martin Frič)
- Humoreska (režie: Otakar Vávra)
- Jiný vzduch (režie: Martin Frič)
- Kristián (režie: Martin Frič)
- Lízino štěstí (režie: Václav Binovec)
- Mořská panna (režie: Václav Kubásek)
- Muž z neznáma (režie: Martin Frič)
- Ohnivé léto (režie: František Čáp, Václav Krška)
- Studujeme za školou (režie: Miroslav Cikán)
- Svátek věřitelů (režie: Zdeněk Gina Hašler)
- U pokladny stál... (režie: Karel Lamač)
- Ulice zpívá (režie: Vlasta Burian, Čeněk Šlégl, Ladislav Brom)
- Ženy u benzinu (režie: Václav Kubásek)

## Zahraniční filmy
- Bouřlivá dvacátá léta (režie: Raoul Walsh)
- Čaroděj ze země Oz (režie: Victor Fleming, George Cukor)
- Dancing Co-Ed (režie: S. Sylvan Simon)
- Jih proti Severu (režie: Victor Fleming, George Cukor)
- Laurel a Hardy v cizinecké legii (režie: A. Edward Sutherland)
- Na Větrné hůrce (režie: William Wyler)
- Ninočka (režie: Ernst Lubitsch)
- Přepadení (režie: John Ford)
- Pan Smith přichází (režie: Frank Capra)
- Vzpoura žen (režie: George Marshall)
- Život v tanci (režie: H. C. Potter)